# Platystacus cotylephorus
Platystacus cotylephorus es una especie de pez de la familia Aspredinidae en el orden de los Siluriformes.

## Morfología
Los machos pueden llegar alcanzar los 31,8 cm de longitud total.

## Hábitat
Es un pez de agua dulce y de clima tropical (22 °C-25 °C).

## Distribución geográfica
Se encuentran en Sudamérica: desde Venezuela hasta el norte del Brasil.